# Spoorlijn La Flèche - Vivy
De spoorlijn La Flèche - Vivy was een Franse spoorlijn van La Flèche naar Vivy. De lijn was 43,5 km lang en heeft als lijnnummer 510 000.

## Geschiedenis
De lijn werd geopend door de Compagnie du chemin de fer de Paris à Orléans op 24 oktober 1887.
Reizigersverkeer werd kortstondig opgeheven tussen 20 mei en 26 augustus 1940 en daarna definitief gestaakt op 3 maart 1969. Goederenvervoer werd in verschillende gedeeltes opgeheven vanaf 1971. Tussen La Flèche en Baugé op 1 februari 1971, tussen Baugé en Longué op 1 april 1987, tussen Longué en de Z.I. de La Métairie in 2010 en tussen de Z.I. de La Métairie en Vivy in 2018. Tussen 1 juni 1975 en 3 maart 1985 is het goederenvervoer tussen La Flèche en Clefs hervat.

## Aansluitingen
In de volgende plaatsen is of was er een aansluiting op de volgende spoorlijnen:
La Flèche
RFN 508 000, spoorlijn tussen Aubigné-Racan en Sablé
RFN 511 000, spoorlijn tussen Angers-Saint-Laud en La Flèche
Vivy
RFN 500 000, spoorlijn tussen Chartres en Bordeaux-Saint-Jean